# Пшеничка волохата
Пшеничка волохата, дазипірум волохатий (Dasypyrum villosum) — вид трав'янистих рослин з родини злакові (Poaceae), поширений у середній і південній Європі, Азії.

## Опис
Багаторічник 25–95 см заввишки. Листки плоскі, 3–5 мм шириною, як і нижні піхви волосисті. Колосся 2-рядні, густі, 3–6 см завдовжки (без остюків), 9–15 мм завширшки, з ламкою віссю, до верхівки розширюються. Колоски 9–17 мм довжиною (без остюків), 2-4-квіткові. Нижні квіткові луски 8–13 мм довжиною, килюваті, у верхній частині з пучками вій, на верхівці з 2 зубцями і міцною шорсткою остю 2.5–3.5 см завдовжки.

## Поширення
Поширений у середній і південній Європі, західній Азії і зх. Туркменістані.
В Україні вид зростає на відкритих сухих вапнякових і крейдяних схилах, серед чагарників, біля доріг, як бур'ян на плантаціях різних культур — у Кримському передгір'ї і південному Криму, зазвичай; у Степовому Криму, зрідка; як заносне в околицях Одеси, Херсона, Львова і між ст. Заболотці та Броди у Львівській обл.